# Simen
Simen ist ein norwegischer männlicher Vorname, eine in Norwegen gebräuchliche Form von Simon. Zur Herkunft und Bedeutung des Namens siehe hier.

## Namensträger
- Simen Agdestein (* 1967), norwegischer Schachgroßmeister
- Simen Berntsen (* 1976), norwegischer Skispringer
- Simen Brenne (* 1981), norwegischer Fußballspieler
- Simen Grimsrud (* 1992), norwegischer Skispringer
- Simen Hestnæs (* 1974), norwegischer Sänger und Musiker
- Simen Hegstad Krüger (* 1993), norwegischer Skilangläufer
- Simen Muffetangen (* 1971), norwegischer Handballspieler
- Simen Spieler Nilsen (* 1993), norwegischer Eisschnellläufer
- Simen Østensen (* 1984), norwegischer Skilangläufer
- Simen Andreas Sveen (* 1988), norwegischer Skilangläufer

## Familienname
- Rico Simen (* 1962), Schweizer Curler
- Rinaldo Simen (1849–1910), Schweizer Journalist und Politiker (FDP)

## Weiteres
- Simen-Pagode, Pagode in der chinesischen Stadt Jinan
- Simen-Gebirge, Gebirge im äthiopischen Hochland